# Dulce María Sauri Riancho
Dulce María Sauri Riancho, née le 14 août 1951 à Mérida, Yucatán, est une femme politique mexicaine. Elle est la gouverneure de l'État mexicain de Yucatán entre 14 février 1991 et 7 décembre 1993,.

## Fonctions politiques

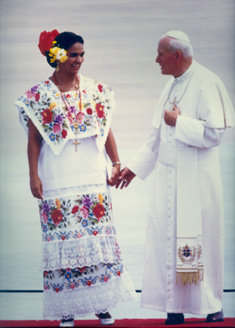
Dulce María Sauri Riancho, gouverneure du Yucatán, avec le pape Jean-Paul II en 1993.